# 緑資源機構談合事件
緑資源機構談合事件（みどりしげんきこうだんごうじけん）とは、独立行政法人緑資源機構（現・森林整備センター）が主導した林道整備業務の受注を巡る談合事件。

## 概要
2007年、林道整備業務の受注を巡って、緑資源機構側主導による常態的な談合疑惑が発覚する。一連の談合差配は同機構の生え抜き職員同士で引き継ぎをしながら談合のノウハウを受け継ぐ一方、機構内の林野庁OBには一切タッチさせないという不文律があった。これにより生え抜き職員が「汚れ仕事」を引き受け、林野庁OBらが再就職先（天下り）の特権を享受する構図が出来上がっていた。
2007年には同機構内で談合防止を目的とした入札制度等改革委員会が作られ、前田直登理事長や高木宗男理事など機構幹部6人を筆頭に弁護士や大学教授ら3人を特別委員として据えていた。しかし、会議で高木理事は聞き役に徹していたため、会議での発言はなく、同理事への質問もないなど談合防止の改革は形骸化していた。
2007年5月24日、東京地検特別捜査部は公正取引委員会の告発を受け、独占禁止法違反（不当な取引制限）容疑で高木宗男理事及び受注法人の担当者ら6人を逮捕し、同機構本部を強制捜査した。また、同機構が実施する農用地部門の事業で森林や農地が混在する地域を整備する「特定中山間保全整備事業」でも官製談合を繰り返していた疑いがあることから、東京地検特別捜査部は事業を管轄する九州地方整備局なども捜索した。この事業は熊本県小国町などの「阿蘇小国郷区域」や島根県江津市や邑南町などに跨る「邑智西部区域」の2ヶ所で実施されている事業であり、国から補助金が交付されるのが特徴で、農用地や農林道の整備に対しては55％の補助率を基に換算した補助金が、森林の整備には全額が国から交付される。
さらに同機構から工事を受注する業者らが構成する特定森林地域協議会とその政治団体「特森懇話会」が、時の農林水産大臣松岡利勝らに政治献金をしていたと指摘されている。後任大臣の赤城徳彦も「特森懇話会」から約40万円分の政治資金パーティー券の購入を受けていたことが就任初日に判明している。
同日、理事長で自らも林野庁OBである前田は記者会見で「国民の皆様の期待と信頼を裏切るもので、深くおわび申し上げます」と謝罪し、給与の20%を3か月自主返納するとした。その上で「国民の信頼を回復するのが私に課せられた責任」として辞任はしないとする考えを示した。
2007年5月18日に松岡の地元事務所関係者の損保代理店社長が自宅で自殺している。また、5月28日には松岡利勝農林水産大臣が議員会館で首つり自殺している。翌29日には、同疑惑に関連して捜査を受けていた山崎進一（前身の森林開発公団理事で同機構にも強い影響力を持っていた）が自殺している。
同年5月30日、規制改革会議が緑資源機構の林道整備と農用地整備の主要2事業の廃止を求め、事実上の組織解体を促していたところ、6月1日、農林水産大臣に就任した赤城は、農林水産省が機構の廃止を事実上決めたことを明らかにした。9月30日、林野庁長官出身の前田直登理事長が引責辞任し、民間から町田治之が理事長に就任した。
2008年3月31日、緑資源機構は廃止され、同機構の海外業務は国際農林水産業研究センターに、農用地・林道整備事業は森林農地整備センターに引き継がれた。森林農地整備センターの初代所長には緑資源機構理事長の町田治之が就任した。

## 公正取引委員会の告発
2007年4月19日に、独立行政法人緑資源機構発注の調査業務について、公正取引委員会は、同機構やその関係公益法人、及び民間コンサル会社など約10カ所を独占禁止法違反容疑で強制調査を行った。その後、同5月24日に、公正取引委員会は、森公弘済会、林業土木コンサルタンツ、フォレステック、片平エンジニアリングの4法人を独占禁止法の容疑で東京地検特捜部へ告発した。
公正取引委員会は、事実として「緑資源機構の意向に従って受注予定業者を決定するとともに、受注予定業者が受注できるような価格で入札を行う旨を合意し、合意に従って受注予定業者を決定していた。被告発法人等が共同して、その事業活動を相互に拘束し遂行することにより、公益に反して、前記地質調査・調査測量設計業務の受注に係る取引分野における競争を実質的に制限した」と断定し、独占禁止法第89条第1項第1号、第3条、第95条第1項第1号、刑法第60条、の違反を思慮し告発の根拠とした。
また同日の5月24日、緑資源機構の理事、及び受注上位4法人の担当者ら計6名を独占禁止法違反容疑で逮捕し、6月13日に、東京地検特捜部は、4法人と機構元理事ら7人を起訴した。

## 裁判
2007年11月1日、東京地裁（小坂敏幸裁判長）は「国民の血税を無駄に費やす犠牲の上に自分たちの組織の温存を図ろうとした恥ずべき犯行」として高木理事に懲役2年、執行猶予4年（求刑：懲役2年）、元林道企画課長に懲役1年6月、執行猶予3年（求刑：懲役1年6月）の有罪判決を言い渡した。
また、談合に関与した受注業者4社と営業担当者に対して以下の判決が言い渡された。
- 林業土木コンサルタンツ：罰金9000万円（求刑：罰金1億円）
- 森公弘済会：罰金7000万円（求刑：罰金8000万円）
- フォレステック：罰金7000万円（求刑：罰金8000万円）
- 片平エンジニアリング：罰金4000万円（求刑：罰金5000万円）
- 4法人の担当者5人のうち4人に懲役8月、執行猶予3年（求刑：懲役8月）、残る1人に懲役6月、執行猶予2年（求刑：懲役8月）

## 行政処分
2007年12月25日、公正取引委員会は受注した21法人が独占禁止法違反に関与したと認定、解散した2法人を除く19法人に排除措置命令を出すとともに13法人に計9612億円の課徴金納付を命じた。
2008年5月26日、国土交通省により営業停止命令（監督処分）を受けた15業者の一覧。
2008年6月9日から7月8日まで営業停止
- 片平エンジニアリング（東京都文京区）[19]
- （財）林野弘済会（東京都文京区）[19]
- 興林（東京都台東区）[19]

2008年6月9日から同月23日まで営業停止
- （社）日本森林技術協会（東京都千代田区）[19]
- 国土防災技術（東京都港区）[19]
- プレック研究所（東京都千代田区）[19]
- パシフィックコンサルタンツ（東京都多摩市）[19]
- （財）林業土木施設研究所（東京都文京区）[19]
- 森林テクニクス（東京都文京区）[19]
- （財）水利科学研究所（東京都文京区）[19]
- 日本エンジニアリング（横浜市）[19]
- 明治コンサルタント（札幌市）[19]
- ホクリンコンサルタント（北海道北見市）[19]
- 東北エンジニアリング（岩手県滝沢村）[19]
- ウエスコ（岡山市）[19]